# Theretra lifuensis
Theretra lifuensis là một loài bướm đêm thuộc họ Sphingidae. Nó được tìm thấy ở quần đảo Loyalty.
Chiều dài cánh trước là 33.8-37.3 mm đối với con đực và khoảng 40.1 mm đối với con cái. Nó giống với Theretra clotho celata nhưng phân biệt nhờ tông màu hồng của dải giữa phía dưới cánh dưới.